# 大气噪声

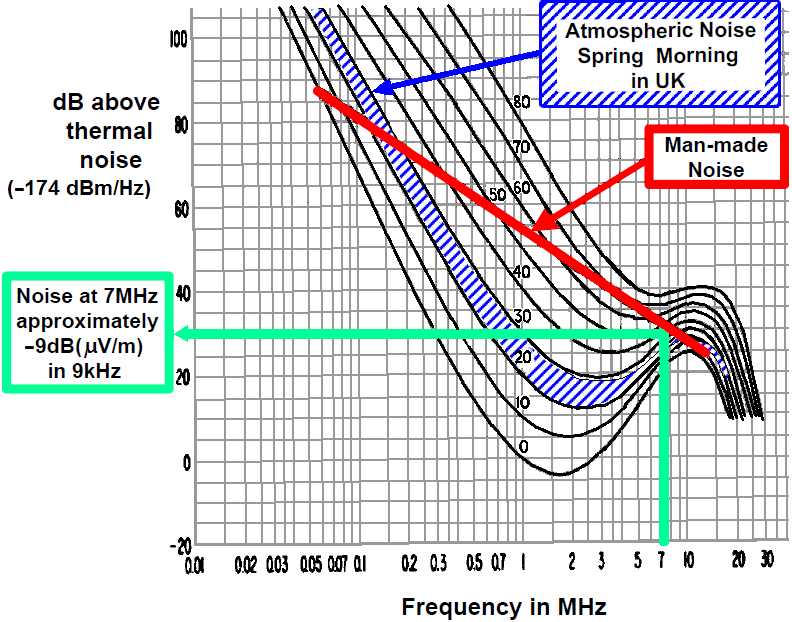
CCIR 322 大气噪声关系图

大气噪声是由自然大气过程引起的无线电噪声（主要是雷暴中的闪电放电）。

## 历史

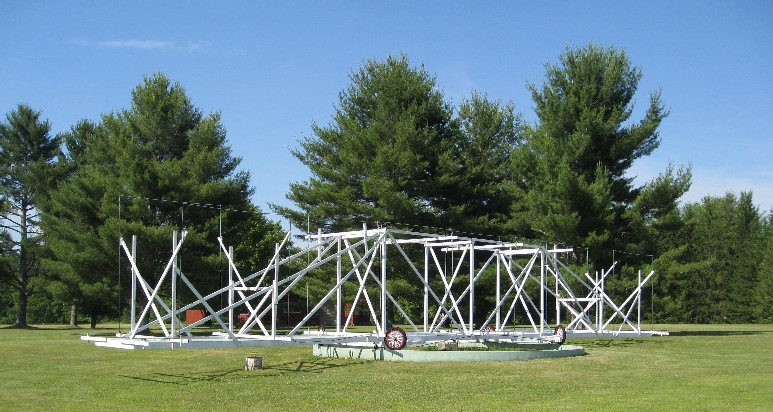
Jansky 射电望远镜的复制品，现藏于国家射电天文台。

1925 年，AT&T 贝尔实验室开始调查其跨大西洋无线电话服务中的噪声源。 
这项任务由22岁的研究员卡尔·央斯基承担。1930年，为测量各个方向的噪声，人们在新泽西州霍姆德尔建造了波长为14.6米的无线电天线。 央斯基发现了三种无线电噪声源： 第一个（也是最强的）来源是当地的雷暴；第央斯基二个来源是来自更远的雷暴的较弱噪音；第三个来源是更微弱的嘶嘶声，后来弄清楚是来自银河系中心的银河噪音。 央斯基的研究使他成为射电天文学之父。 
1950 年代初期， S. V. C. Aiya发表了闪电和雷暴对广播影响的数学模型。

## 闪电
大气噪声是由自然大气过程（主要是雷暴中的闪电放电）引起的无线电噪声。它主要是由雲地閃電引起的，因其电流比云间闪电强得多。在全球范围内，每天约发生350万次闪电。这意味着每秒大约有40次闪电。 
所有闪电的总效应会产生大气噪声。可以通过无线电接收器以白噪声（来自远处的雷暴）和脉冲噪声（来自近处的雷暴）组合的形式观察到 。功率总和随季节和与雷暴中心的接近程度而变化。
虽然闪电具有广谱发射，但其噪声功率随着频率的降低而增加。因此，在极低频和低频时，大气噪声往往占主导地位，而在高频时，在城市地区，人为噪声占主导地位。

## 随机数生成
大气噪声和变化也用于高质量的随机数生成，如Random.org就使用大气噪声提供真随机数生成服务。随机数在安全领域有着重要的应用。 

## 脚注
1. 1 2 3  Singh 2005
2. ↑  V, S. . Nature. December 1956, 178 (4544): 1249  [19 September 2021]. Bibcode:1956Natur.178.1249C. S2CID 186242557. doi:10.1038/1781249a0. （原始内容存档于2022-01-11） （英语）.
3. ↑  . Science On a Sphere. NOAA.   [15 May 2014]. （原始内容存档于24 March 2014）.
4. ↑  Sample of atmospheric noise .   [2008-03-14]. （原始内容存档于2005-12-18）.
5. ↑  Haahr, Mads, , random.org,   [November 14, 2011], （原始内容存档于2011-11-12）, self-published.
6. ↑  . random.org.   [2022-09-29]. （原始内容存档于2011-02-24）.